# 准范畴
在数学的分支范畴论中，准范畴（或称弱Kan复合体、内Kan复合体、无限范畴、∞-范畴、博德曼复合体）是对范畴概念的一个概括，对这种概括的研究即高阶范畴。
准范畴是由Boardman & Vogt (1973)提出的。André Joyal大大推动了对准范畴的研究，指出大多数通常的基本范畴论及一些高级概念和定理在准范畴中都有类似物。Jacob Lurie （2009）对准范畴理论进行了详细论述。
准范畴是特定的单纯集合。与普通范畴相似，它们包含对象（单纯集合的0-單體）及对象间的态射（1-單體）。与范畴不同的是，两个态射的複合不需要唯一定义，所有可作为两个给定态射複合的态射，都是通过高阶可逆态射（2-單體，可被想像為一種“同伦”）相互关联的。高阶态射也可以组合，但只在更高阶的態射下才有明确的定义。
高阶范畴论的想法（至少当高阶态射可逆时）是，与范畴的标准定义不同，两个对象间应有一个映射空间（而非映射集）。这表明，高阶范畴应该只是拓扑增广范畴。然而，准范畴的模型要比拓扑增广范畴的模型更适合应用，尽管雅各·卢里已经证明两者對應的模型範疇是奎伦等价的。

## 定义
准范畴C 是满足内Kan条件（也称“弱Kan条件”）的单纯集合：对C中每个内角（inner horn），即单纯集的映射{\displaystyle \Lambda ^{k}[n]\to C}，其中{\displaystyle 0<k<n}有一个填充物，即映射{\displaystyle \Delta [n]\to C}的扩展。
我们的想法是，2-简化{\displaystyle \Delta [2]\to C}应是代表交换三角形（至少在同伦情况下）。映射{\displaystyle \Lambda ^{1}[2]\to C}代表一个可组合的对。因此，在准范畴中，态射间实际上无法定义复合律，因为有很多方式可以复合映射。
该定义的一个结果是{\displaystyle C^{\Delta [2]}\to C^{\Lambda ^{1}[2]}}，是一个平凡的Kan纤维化。换句话说，虽然复合无法唯一定义，但在可缩的选择下是唯一的。

## 同伦范畴
给定准范畴C，可以关联一个普通范畴hC，称为C的同伦范畴。同伦范畴的对象是C的顶点，态射由顶点间的同伦类给出。由n=2的角填充条件，可以得出复合。
对于一个一般的简单集，有从sSet到Cat的函子{\displaystyle \tau _{1}}，称作基本范畴函子；对于准范畴C，基本范畴与同伦类相同，即{\displaystyle \tau _{1}(C)=hC}。

## 例子
- 范畴的神经集是任何内角的填充均唯一的准范畴。反过来说，如果一个准范畴的任何内角都有唯一的填充，那么它必与某类范畴的神经集同构。C的神经集的同伦范畴与C同构。
- 给定拓扑空间X，可以定义其简单集S(X)，也称为X的基本∞-广群。S(X)是一个准范畴，其中每个态射都可逆。S(X)的同伦范畴是X的基本广群。
- 比上述例子更一般，每个Kan复合体都是准范畴。Kan复合体中来自所有角的所有映射都可填充，即Kan复合体中所有态射都可逆。因此Kan复合体是广群的类似物——如果范畴是广群，那么范畴的神经集就是Kan复合体。

## 变体
- (∞, 1)-范畴是∞-范畴，但不一定是准范畴。其中n-态射（n>1）都等价。有西格尔范畴、简单增广范畴、拓扑范畴、完全西格尔空间等几类。准范畴也是(∞, 1)-范畴。

- 模型结构 sSet-范畴上有模型范畴，提出了(∞,1)-范畴(∞,1)Cat。

- 同伦Kan扩展 同伦Kan扩展的概念，特别是同伦极限和同伦并极限的概念，在增广Kan复合体范畴中有直接的表述。

- 所有(∞,1)-拓扑斯理论都可以用sSet-范畴模型化（ToënVezzosi）。有sSet-site C的概念来模拟(∞,1)-site。